# Kameanka, Starobilsk
Kameanka (în ucraineană Кам'янка) este un sat în comuna Hvorosteanivka din raionul Starobilsk, regiunea Luhansk, Ucraina.

## Demografie
Componența lingvistică a localității Kameanka
     Ucraineană (99,42%)
     Alte limbi (0,58%)
Conform recensământului din 2001, majoritatea populației localității Kameanka era vorbitoare de ucraineană (99,42%), existând în minoritate și vorbitori de alte limbi.